# Marsö, Nyköpings kommun

Marsö är en ö i Hornsviken, Svärta socken, Nyköpings kommun. Ön har en yta av 25 hektar.
Marsö har haft fast bosättning åtminstone sedan tidigt 1600-tal. 1719 brändes öns gård av ryssarna som låg förlagda här. Ett minne från deras besök är två galärer som sjunkit i viken på Marsö. Åtta år efter ödeläggelsen återbefolkades Marsö. Den tidigare kronoön skattköptes 1896, och kom därefter att avstyckas för sommarstugor. En av de tidiga fritidshusägarna var NK-chefen Arvid Lindberg som på 1910-talet skaffade ett sommarhus här. Den siste fiskaren lämnade ön på 1970-talet. Marsö stod därefter obefolkad vintertid till dess att ett fritidshus från 1960-talet på 1990-talet blev permanentbostad. 2012 fanns två helårsboende på ön, vilka dock inte är folkbokförda där.